# Josef Rysavy
Josef Rysavy, né le 25 août 1904 à Čekyně et mort le 23 avril 1946 à Oran, est un militaire et résistant français d'origine tchécoslovaque, Compagnon de la Libération. 

## Biographie

### Jeunesse et engagement
Josef Rysavy naît le 25 août 1904 à Čekyně, alors dans l'empire d'Autriche-Hongrie et désormais quartier de la ville Tchèque de Přerov. En 1925, il s'engage dans la Légion étrangère et est affecté au 4e régiment étranger à Beyrouth. En juin 1929, après trois années d'interruption, il retrouve le service et est muté au 3e régiment étranger d'infanterie (3e REI) au Maroc puis au 1er régiment étranger en Algérie en mars 1932. Renouvelant son engagement, il est à nouveau affecté au 3e REI, toujours au Maroc, et s'y trouve encore lorsque débute la seconde guerre mondiale.

### Seconde Guerre mondiale
Promu caporal en février 1940, il est muté à la 13e demi-brigade de Légion étrangère (13e DBLE) avec laquelle il est intégré au corps expéditionnaire français en Scandinavie. Il s'illustre lors de la campagne de Norvège et est promu caporal-chef à titre exceptionnel. À l'issue de cette campagne, il est rapatrié en Bretagne en juin 1940 puis immédiatement rembarqué vers l'Angleterre, face à l'avancée des troupes allemandes. Sur place, sous l'instigation du lieutenant-colonel Raoul Magrin-Vernerey et du capitaine Pierre Kœnig, Josef Rysavy et plus de la moitié des hommes de la 13e DBLE décident de s'engager dans les forces françaises libres.
Après avoir participé à l'expédition de Dakar en septembre 1940, il est promu sergent en décembre puis est engagé dans la campagne d'Érythrée. Il prend part ensuite à la campagne de Syrie à l'été 1941. En décembre suivant, le 2e bataillon de la 13e DBLE dont fait partie Joseph Rysavy est détaché en Afrique du Nord auprès de la 1re brigade française libre du général Kœnig. En mai et juin 1942, l'unité est impliquée dans la bataille de Bir Hakeim et, lors de la sortie des troupes françaises dans la nuit du 10 au 11 juin, Josef Rysavy est grièvement blessé à la tête par un éclat d'obus.
Promu sergent-chef en juillet 1942, il participe à la campagne de Tunisie mais souffre des blessures subies à Bir Hakeim. Il est finalement déclaré inapte aux combats et muté au dépôt des régiments étrangers à Sidi Bel Abbès, en Algérie, en août 1943. En janvier 1944, il retrouve la 13e DBLE et est promu adjudant en avril 1945. Obtenant la nationalité française, il est démobilisé en octobre 1945.

### Après-Guerre
Après la guerre, Josef Rysavy s'installe à Oran où il gère un débit de boissons. Il y meurt prématurément d'une hémorragie intestinale le 23 avril 1946 et y est inhumé.

## Décorations
|  |  |  |  |  |  |
|  |  |  |  |  |  |
|  |  |  |  |  |  |

| Compagnon de la Libération Par décret du 9 septembre 1942 | Compagnon de la Libération Par décret du 9 septembre 1942 | Compagnon de la Libération Par décret du 9 septembre 1942 | Médaille militaire                                                                      | Médaille militaire                                                                      | Médaille militaire                                                                      | Croix de guerre 1939-1945                                                                                           | Croix de guerre 1939-1945                                                                                           | Croix de guerre 1939-1945                                                                                           |
| Médaille des blessés de guerre                            | Médaille des blessés de guerre                            | Médaille des blessés de guerre                            | Médaille coloniale Avec agrafes "Maroc", "Tunisie", "Érythrée", "Libye" et "Bir Hakeim" | Médaille coloniale Avec agrafes "Maroc", "Tunisie", "Érythrée", "Libye" et "Bir Hakeim" | Médaille coloniale Avec agrafes "Maroc", "Tunisie", "Érythrée", "Libye" et "Bir Hakeim" | Médaille commémorative française de la guerre 1939-1945 Avec agrafes "France", "Norvège", "Afrique" et "Libération" | Médaille commémorative française de la guerre 1939-1945 Avec agrafes "France", "Norvège", "Afrique" et "Libération" | Médaille commémorative française de la guerre 1939-1945 Avec agrafes "France", "Norvège", "Afrique" et "Libération" |
| Médaille commémorative de Syrie-Cilicie                   |                                                           |                                                           |                                                                                         |                                                                                         |                                                                                         | | | |